# Salida (Kolorado)
Salida – miasto w Stanach Zjednoczonych, w stanie Kolorado, siedziba administracyjna hrabstwa Chaffee.